# Thermochrous exigua
Thermochrous exigua is een vlinder uit de familie Himantopteridae. De wetenschappelijke naam van deze soort is voor het eerst geldig gepubliceerd in 1932 door Talbot.
De soort komt voor in tropisch Afrika.